# Hans Kuhn (Beamter)
Hans Kuhn (* 27. Juli 1884 in Bern; † 20. November 1980 ebenda; reformiert; heimatberechtigt in Orpund und Bern) war ein Schweizer Bundesbeamter.

## Leben
Hans Kuhn kam am 27. Juli 1884 in Bern als Sohn des Kaufmanns Jakob Kuhn und der Marie Elisabeth geborene Schwarz zur Welt. Er besuchte von 1899 bis 1903 ein Gymnasium in Bern, bevor er ein Studium der Rechte an der Universität Bern aufnahm, das er 1912 mit dem Doktorat beendete. Zusätzlich erwarb er 1908 das Berner Fürsprecherpatent.
In der Folge war Kuhn zuerst als Kammerschreiber am bernischen Obergericht, daran anschliessend von 1915 bis 1925 als Adjunkt und schliesslich bis 1951 als Leiter der Eidgenössischen  Justizabteilung, des heutigen Bundesamts für Justiz, angestellt. In seiner Amtszeit war er an vielen wichtigen Vorlagen beteiligt, wie beispielsweise am Enteignungsgesetz, Strafgesetzbuch, Obligationenrecht und an diversen Gesetzen über die Landwirtschaft, so am bäuerlichen Enteignungsgesetz.
Nach seinem Eintritt in den Ruhestand fungierte Kuhn als Präsident der Rekurskommission für die Mietzinsüberwachung sowie als Mitglied der Expertenkommission für das Gesetz über die Erhaltung des bäuerlichen Grundbesitzes.
Hans Kuhn heiratete im Jahr 1915 Lea geborene Simon. Er verstarb am 20. November 1980, vier Monate nach Vollendung seines 96. Lebensjahres in Bern.

## Werke (Auswahl)
- Die Beweislast, insbesondere im Schweizerischen Zivilgesetzbuch. Stämpfli Bern 1912 (= Abhandlungen zum schweizerischen Recht. 47). Diss. iur., Bern.